# Insolvenzanfechtung (Deutschland)
Die in § 129 ff. InsO geregelte Insolvenzanfechtung bezeichnet ein Rechtsinstitut des deutschen Insolvenzrechts. Es ermöglicht dem Insolvenzverwalter – oder im Fall der Anordnung der Eigenverwaltung dem Sachwalter (§ 280 InsO) – die Rückabwicklung von Rechtshandlungen, die der Schuldner im Vorfeld des Verfahrens vorgenommen hat. Bei den betreffenden Rechtshandlungen kann es sich um Vermögensverschiebungen, aber auch um Deckungsgeschäfte handeln. Durch die Insolvenzanfechtung werden der Insolvenzmasse neben dem bei Eröffnung des Insolvenzverfahrens vorhandenen Vermögen des Insolvenzschuldners die bereits zuvor anfechtbar dem Vermögen entzogenen Werte wieder zurückgeführt, damit sie im Rahmen des Verfahrens an die Gesamtheit der Gläubiger ausgeschüttet werden können.
Ein Insolvenzverwalter kann einen Vermögenswert im Wege der Anfechtung zurückfordern, wenn der Insolvenzschuldner vor Verfahrenseröffnung eine Rechtshandlung vorgenommen hat, welche die Gesamtheit der Insolvenzgläubiger benachteiligt. Weiterhin muss ein Anfechtungsgrund vorliegen, der es rechtfertigt, die vom Schuldner erbrachte Leistung vom Anfechtungsgegner zurückzufordern und hierdurch die Rechtssicherheit des Geschäftsverkehrs zu beeinträchtigen. Ein solcher liegt beispielsweise vor, wenn der Schuldner Vermögensgegenstände an Dritte verschenkt. Der Beschenkte ist weniger schutzwürdig als die Gesamtheit der Gläubiger, die infolge der Schenkung zunächst nicht auf den Vermögensgegenstand zurückgreifen können, da er für seinen Erwerb keine eigene Leistung erbringen musste.
Die Insolvenzanfechtung beruht in vielen anderen Rechtsordnungen auf ähnlichen Erwägungen wie in Deutschland. Daher sehen diese vergleichbare Voraussetzungen vor. Mit der Insolvenzanfechtung verwandt ist die Anfechtung von gläubigerbenachteiligenden Rechtshandlungen außerhalb des Insolvenzverfahrens. Entsprechende Regelungen sehen beispielsweise Deutschland mit dem Anfechtungsgesetz und Österreich mit der Anfechtungsordnung vor. Antiker Vorfahre der Anfechtung von Rechtshandlungen ist die römisch-rechtliche Paulianische Anfechtungsklage, die actio Pauliana.

## Funktion der Insolvenzanfechtung
Bei Eröffnung eines Insolvenzverfahrens wird aus dem pfändbaren Vermögen des Schuldners die Insolvenzmasse gebildet. Zur Ermittlung der Insolvenzmasse wird häufig spezielle Software benutzt, die aus vorhandenen Buchhaltungsdaten den zur Verfügung stehenden Betrag ermittelt. Durch diesen Betrag sollen die Forderungen der am Insolvenzverfahren teilnehmenden Gläubiger des Schuldners möglichst vollständig erfüllt werden.
In die Insolvenzmasse werden die Vermögensgegenstände des Schuldners einbezogen, über die er im Zeitpunkt der Verfahrenseröffnung verfügt. Keine Massebestandteile werden daher solche Gegenstände, die der Schuldner vor Verfahrenseröffnung auf Dritte übertragen hat. Bei solchen Rechtsübertragungen besteht die Gefahr, dass sich einzelne Gläubiger des Schuldners vorweg befriedigen, indem sie den Schuldner unter Druck setzen, etwa indem sie mit der Stellung eines Insolvenzantrags drohen, falls er ihre Forderungen nicht erfüllt. Dies hat zur Folge, dass im Insolvenzverfahren eine geringere Masse zur Gläubigerbefriedigung zur Verfügung steht, als es nach der Rechtsordnung geboten wäre. Die Begünstigung einzelner Gläubiger zulasten der übrigen kollidiert mit dem in § 1 Satz 1 der Insolvenzordnung (InsO) normierten Prinzip der Gleichbehandlung der Insolvenzgläubiger. Dieses findet Niederschlag unter anderem im Verfügungsverbot des Schuldners nach der Verfahrenseröffnung (§ 81 InsO) sowie dem Verbot der Einzelzwangsvollstreckung für die Gläubiger (§ 89 InsO). Ein weiteres Risiko im Vorfeld von Insolvenzen besteht darin, dass der Schuldner Vermögensgegenstände vor dem Zugriff der Insolvenzgläubiger verbirgt, etwa indem er sie auf Nahestehende überträgt.
Um die Gesamtheit der Insolvenzgläubiger vor dieser Gefahr zu schützen, erlaubt das Gesetz, unter bestimmten Umständen Rechtshandlungen für unwirksam zu erklären. Infolgedessen kann ein Insolvenzverwalter, der die Insolvenzmasse für die Gläubiger verwaltet, von begünstigten Dritten Vorteile herausverlangen und in die Insolvenzmasse überführen.

## Entstehungsgeschichte

### Konkursanfechtung
Unmittelbarer Vorgänger der Insolvenzanfechtung ist die Konkursanfechtung, die in der bis zum 31. Dezember 1998 gültigen Konkursordnung (KO) normiert war. Die früheren Regelungen wurden in der Rechtswissenschaft oft für ihre mangelnde Effektivität kritisiert. Daher bemühte sich der Gesetzgeber im Zuge der Neuregelung des deutschen Insolvenzrechts darum, dass die Verwalter Rückforderungsansprüche nach erfolgter Insolvenzanfechtung leichter geltend machen können. Hierzu senkte er beispielsweise die Anforderungen an die Anfechtbarkeit von Rechtshandlungen, welche die Gesamtheit der Insolvenzgläubiger benachteiligten. Ebenfalls verlängerte er die Fristen, innerhalb derer Ansprüche geltend gemacht werden können.

### Etablierung der Insolvenzanfechtung als zentrales Handlungsinstrument für Verwalter
Die Insolvenzanfechtung ist als wesentliches Handlungsinstrument von Insolvenzverwaltern zur Vermehrung der Insolvenzmasse von großer praktischer Bedeutung. Zur Ermittlung von Anfechtungstatbeständen nutzen Verwalter oft Software, mit deren Hilfe wichtige Daten des Schuldners untersucht werden, etwa IDEA für die Buchhaltungsanalyse oder INVEP für die Buchhaltungs-, Mail- und Dokumentenanalyse. Dieses Bestreben der Insolvenzverwalter fördert die Rechtsprechung maßgeblich, indem sie die Vorschriften zur Insolvenzanfechtung zum Schutz der Gläubiger teilweise äußerst weit auslegt. Hiermit zwangsläufig verbunden ist eine Gefährdung der Rechtssicherheit, da Gläubiger unter Umständen für bis zu zehn Jahre Gefahr laufen, von einem Insolvenzverwalter zur Rückzahlung einer Leistung aufgefordert zu werden. Große Bedeutung gewann durch die Rechtsprechung der vom Gesetzgeber als Ausnahmetatbestand konzipierte Anfechtungsgrund des § 133 InsO, der aufgrund seiner besonders offenen Formulierung großen Spielraum in seiner Anwendung lässt, dadurch allerdings auch mit besonders großer Rechtsunsicherheit für den Geschäftsverkehr verbunden ist. Aus diesem Grund wird die gegenwärtige Rechtslage der Insolvenzanfechtung insbesondere in Rechtswissenschaft und Wirtschaft kontrovers diskutiert.

### Reform des Anfechtungsrechts zum Schutz des Rechtsverkehrs
Große Kritik wurde vor allem an der Anfechtung gegenüber Lieferanten, Dienstleistern und Vermietern geübt, die an den Schuldner regelmäßig in dessen finanzieller Krise weiter Leistungen erbringen. Obschon sie tatsächlich eine ordnungsgemäße Lieferung oder Leistung an den späteren Insolvenzschuldner erbrachten, verlangen die Insolvenzverwalter oft erhaltene Zahlungen von dem Gläubiger unter Berufung auf § 133 InsO zurück. Nicht wenigen Gläubigern drohte im Fall der Verurteilung zur Zahlung selbst die Insolvenz. Die Insolvenzanfechtung richtet sich häufig ferner gegen Steuerberater, Wirtschaftsprüfer und Rechtsanwälte, die für den Schuldner tätig werden. Insbesondere Steuerberatern droht nach gegenwärtiger Rechtsprechung das Risiko, erhaltene Honorare im Fall der Insolvenz ihres Mandanten erstatten zu müssen.
Um das Vertrauen des Rechtsverkehrs in die Wirksamkeit von Rechtshandlungen zu schützen, reformierte der Gesetzgeber mit Wirkung zum 5. April 2017 einige Normen des Anfechtungsrechts, wodurch er die Anfechtbarkeit bestimmter Rechtshandlungen einschränkte. Kritiker meinen, dass die Reform die Gläubiger vor Anfechtungen nicht wesentlich besser schützen wird. Der Schlüssel liege vielmehr in einer sachgerechten Auslegung der einschlägigen Vorschriften durch die Gerichte.

## Voraussetzungen der Insolvenzanfechtung

### Rechtshandlung oder Unterlassung vor Verfahrenseröffnung
Der Insolvenzanfechtung unterliegen gemäß § 129 Abs. 1 InsO zunächst Rechtshandlungen. Hierunter fallen alle Verhaltensweisen, an das eine Rechtswirkung geknüpft ist. Dies erfasst insbesondere Rechtsgeschäfte, ferner rechtsgeschäftsähnliches Handeln sowie Realakte. Anfechtbar sind folglich beispielsweise die Übereignung von Sachen, die Abtretung von Ansprüchen oder anderen Rechten, die Verpfändung von Sachen oder Rechten beziehungsweise die Belastung von Grundstücken. § 129 InsO bestimmt nicht, welche Person die Rechtshandlung vorgenommen haben muss. Daher unterliegen neben schuldnerischen Handlungen auch Handlungen von Gläubigern oder Dritten der Anfechtung; dies schließt insbesondere Zwangsvollstreckungsmaßnahmen gegen den Insolvenzschuldner mit ein. Der Anfechtung unterliegen überdies Rechtshandlungen eines vorläufigen Insolvenzverwalters, sofern dieser nicht befugt ist, über das Vermögen des Schuldners zu verfügen.
Gemäß § 129 Abs. 2 unterliegen ferner bewusste Unterlassungen des Schuldners der Anfechtung. Hierzu zählen etwa die Ablehnung eines Erwerbs und die Nichtunterbrechung einer Verjährungsfrist. Auch eine prozessrechtliche Unterlassung kann angefochten werden, etwa das Nichteinlegen des Widerspruchs gegen einen Mahnbescheid (§ 694 Abs. 1 ZPO) oder des Einspruchs gegen ein Versäumnisurteil (§ 338 ZPO). Hierbei steht gemäß § 141 InsO sogar die Rechtskraft einer Gerichtsentscheidung der insolvenzrechtlichen Anfechtung nicht entgegen.
Anfechtbar sind Handlungen, die vor Verfahrenseröffnung erfolgt sind. Nach § 140 Absatz 1 InsO gilt eine Rechtshandlung als vorgenommen, sobald sie rechtliche Wirkung entfaltet. In der Regel ist dies der Fall, wenn alle rechtlichen Voraussetzungen vorliegen, um eine Rechtsposition zulasten der Masse zu ändern. Bei zwei- und mehraktigen Geschäften kommt es daher auf die Vornahme der letzten erforderlichen Handlung an, etwa die Annahme eines Antrags, die einen Vertragsschluss herbeiführt. Bei Geschäften, die für ihre Wirksamkeit einer Genehmigung bedürfen, tritt die Rechtswirkung erst mit deren Erteilung ein. Eine Abtretung künftiger Forderungen entfaltet als Kreditsicherheit Rechtswirkung zulasten der Masse, wenn der abzutretende Anspruch entsteht. Bestimmte Rechte erfordern eine Eintragung in ein öffentlich geführtes Register. Bei Rechten an Grundstücken handelt es sich hierbei etwa um das Grundbuch. Nach § 140 Absatz 2 InsO gilt ein solches Geschäft als vorgenommen, wenn seine übrigen Voraussetzungen vorliegen, die Willenserklärung des Schuldners bindend geworden ist und der Gläubiger den Antrag auf Rechtsänderung gestellt hat. Wie die ähnliche Regelung des § 878 BGB soll § 140 Absatz 2 InsO verhindern, dass sich Verzögerungen im Arbeitsprozess des registerführenden Amts für den Rechtserwerber nachteilig auswirken.

### Gläubigerbenachteiligung
Die anzufechtende Handlung muss zu einer Benachteiligung von Gläubigern führen. Dies ist der Fall, wenn sich die Insolvenzmasse, die der Befriedigung der Gläubigergesamtheit zur Verfügung steht, in Folge der Handlung verringert. Hierzu kommt es, wenn die zur Befriedigung der Gläubiger zur Verfügung stehende Masse (Aktivmasse) verringert wird oder die Verbindlichkeiten des Schuldners (Passivmasse) erhöht werden. Ersteres trifft zu, wenn Wertgegenstände aus dem Vermögen des Schuldners entfernt werden. Letzteres ist demgegenüber beispielsweise gegeben, wenn der Schuldner eine Verpflichtung eingeht, sodass weitere Insolvenzgläubiger hinzutreten. Ebenfalls einen Nachteil kann es darstellen, wenn durch die Handlung der Zugriff auf das Vermögen des Schuldners erschwert wird, etwa indem Guthaben vom Konto des Schuldners auf ein Treuhandkonto überwiesen wird, das sich nicht im gleichen Umfang pfänden lässt.

### Vorliegen eines Anfechtungsgrunds
Liegt eine gläubigerbenachteiligende Rechtshandlung vor Verfahrenseröffnung vor, sind die allgemeinen Anfechtungsvoraussetzungen des § 129 InsO erfüllt. Weiterhin muss einer der in der InsO normierten Anfechtungsgründe vorliegen. Diese fordern, dass die anzufechtende Handlung entweder in einer engen zeitlichen Nähe zur Eröffnung des Insolvenzverfahrens steht oder unter Umständen erfolgt ist, die eine Rückgewähr an die Insolvenzmasse unter Zurückstehen des Verkehrsschutzes als gerechtfertigt erscheinen lassen. In der Regel sinken die Anforderungen an den einzelnen Anfechtungsgrund, je näher die anzufechtende Handlung der Verfahrenseröffnung zeitlich steht.

#### Kongruente Deckung, § 130 InsO
1. wenn sie in den letzten drei Monaten vor dem Antrag auf Eröffnung des Insolvenzverfahrens vorgenommen worden ist, wenn zur Zeit der Handlung der Schuldner zahlungsunfähig war und wenn der Gläubiger zu dieser Zeit die Zahlungsunfähigkeit kannte oder
2. wenn sie nach dem Eröffnungsantrag vorgenommen worden ist und wenn der Gläubiger zur Zeit der Handlung die Zahlungsunfähigkeit oder den Eröffnungsantrag kannte.
Dies gilt nicht, soweit die Rechtshandlung auf einer Sicherungsvereinbarung beruht, die die Verpflichtung enthält, eine Finanzsicherheit, eine andere oder eine zusätzliche Finanzsicherheit im Sinne des § 1 Abs. 17 des Kreditwesengesetzes zu bestellen, um das in der Sicherungsvereinbarung festgelegte Verhältnis zwischen dem Wert der gesicherten Verbindlichkeiten und dem Wert der geleisteten Sicherheiten wiederherzustellen (Margensicherheit).
(2) Der Kenntnis der Zahlungsunfähigkeit oder des Eröffnungsantrags steht die Kenntnis von Umständen gleich, die zwingend auf die Zahlungsunfähigkeit oder den Eröffnungsantrag schließen lassen.
§ 130 InsO erlaubt die Anfechtung von Handlungen, die einem Gläubiger Befriedigung seines Anspruchs gewähren, etwa die Bezahlung eines Kaufpreises oder einer Vergütung. Solche Handlungen werden als Deckungshandlungen bezeichnet. Unter diesen Begriff fallen ebenfalls Handlungen, die dem Gläubiger die Möglichkeit geben, seinen Anspruch leichter durchzusetzen, etwa durch Stellung einer Kreditsicherheit.
Eine Deckung ist nach § 130 Absatz 1 Satz 1 Nummer 1 InsO anfechtbar, wenn sie innerhalb von drei Monaten vor Eröffnung des Insolvenzverfahrens vorgenommen worden ist und der Schulder bereits hierbei zahlungsunfähig im Sinne von § 17 InsO gewesen ist. Zusätzlich muss der begünstigte Gläubiger bei Vornahme der Rechtshandlung um diese Zahlungsunfähigkeit gewusst haben. Ist bereits ein Antrag auf Eröffnung des Insolvenzverfahrens gestellt worden, kann der Insolvenzverwalter die Deckungshandlung nach § 130 Absatz 1 Satz 1 Nummer 2 InsO ebenfalls anfechten, wenn sie vom zahlungsunfähigen Schuldner nach Antragstellung vorgenommen worden ist und der Gläubiger um diesen Antrag gewusst hat.
Nach § 130 Absatz 2 InsO steht es der Kenntnis des Gläubigers von der Zahlungsunfähigkeit gleich, wenn der Gläubiger um Umstände gewusst hat, die zwingend auf die Zahlungsunfähigkeit hätten schließen lassen. Nach § 17 Absatz 2 Satz 2 InsO gilt es als ein starkes Indiz, wenn der Schuldner seine Zahlungen einstellt. Dies ist der Fall, wenn der Schuldner mit seinen Zahlungen in Rückstand gerät, sodass sich für den Gläubiger der Eindruck hätte aufdrängen müssen, dass der Schuldner unter Zahlungsschwierigkeiten leidet.

#### Inkongruente Deckung, § 131 InsO
1. wenn die Handlung im letzten Monat vor dem Antrag auf Eröffnung des Insolvenzverfahrens oder nach diesem Antrag vorgenommen worden ist,
2. wenn die Handlung innerhalb des zweiten oder dritten Monats vor dem Eröffnungsantrag vorgenommen worden ist und der Schuldner zur Zeit der Handlung zahlungsunfähig war oder
3. wenn die Handlung innerhalb des zweiten oder dritten Monats vor dem Eröffnungsantrag vorgenommen worden ist und dem Gläubiger zur Zeit der Handlung bekannt war, daß sie die Insolvenzgläubiger benachteiligte.
(2) Für die Anwendung des Absatzes 1 Nr. 3 steht der Kenntnis der Benachteiligung der Insolvenzgläubiger die Kenntnis von Umständen gleich, die zwingend auf die Benachteiligung schließen lassen. Gegenüber einer Person, die dem Schuldner zur Zeit der Handlung nahestand (§ 138), wird vermutet, daß sie die Benachteiligung der Insolvenzgläubiger kannte.

##### Tatbestand
§ 131 InsO vereinfacht gegenüber § 130 InsO die Anfechtung von Deckungshandlungen, die inkongruent sind. Dies trifft auf Sicherungen oder Befriedigungen des Gläubigers zu, auf die dieser in der gewährten Form keinen Anspruch hatte: sei es, dass sie nicht zu dem gewährten Zeitpunkt, nicht in der gewährten Art oder überhaupt nicht geschuldet waren. Weil der Gläubiger in entsprechenden Fällen die Deckung in der erbrachten Art und Weise nicht vom Schuldner verlangen konnte, erachtet ihn das Gesetz als weniger schutzwürdig. Deswegen stellt § 131 InsO geringere Anforderungen an die Anfechtung solcher Deckungshandlungen.
Ohne zusätzliche subjektive Voraussetzungen kann eine zu einer inkongruenten Deckung führende Rechtshandlung angefochten werden, wenn sie innerhalb eines Monats vor Eröffnung des Insolvenzverfahrens vorgenommen worden ist. Ist sie bis zu zwei Monaten früher vorgenommen worden, also im zweiten oder dritten Monat vor Stellung des Antrags auf Verfahrenseröffnung, kann sie angefochten werden, wenn der Schuldner bereits im Zeitpunkt der Rechtshandlung zahlungsunfähig gewesen ist oder der Begünstigte gewusst hat, dass die Deckungshandlung die anderen Gläubiger des Schuldners benachteiligt.
Nach § 131 Absatz 2 Satz 1 InsO steht es der Kenntnis von der Benachteiligung gleich, wenn der Gläubiger Umstände gekannt hat, die auf die Benachteiligung zwingend hätten schließen lassen. Nach § 131 Absatz 2 Satz 2 InsO wird die Kenntnis des begünstigten Gläubigers angenommen, wenn dieser dem Schuldner persönlich nahestand. Als nahestehend gelten nach § 138 InsO unter anderem Ehegatten, Lebenspartner und Verwandte des Schuldners. Ist der Schuldner ein Unternehmen, in dem kein Gesellschafter persönlich haftet, gelten etwa Mitglieder der Führungsorgane sowie deren Angehörige als nahestehend.

##### Beispiele
Ein Beispiel für eine inkongruente Deckung ist die nachträgliche Bestellung einer Kreditsicherheit. Konstellationen, bei denen im Vorfeld einer Insolvenz Vermögenswerte verlagert werden – zum Beispiel durch Bezahlung von Rechnungen, für die erkennbar keine adäquate Gegenleistung erfolgt – stellen ebenfalls einen klassischen Anwendungsfall für diese Form der Anfechtung dar.
Als Deckung, die nicht in ihrer Art beansprucht werden darf, gilt die Leistung erfüllungshalber. Eine solche liegt beispielsweise vor, wenn der Schuldner anstelle einer ursprünglich geschuldeten Barzahlung eine Forderung gegen einen Dritten abtritt. Ebenfalls nach § 131 InsO anfechtbar ist die Befriedigung eines Gläubigers durch Vollstreckungsmaßnahmen, da in der Krisenzeit des Schuldners das Einzelinteresse von Begünstigten hinter den Grundsatz der Gleichbehandlung der Gläubiger im Insolvenzverfahren zurücktritt. Die gleiche Wertung gilt, wenn der Schuldner an einen Gläubiger zahlt, weil dieser mit der Zwangsvollstreckung gedroht hat. Ferner kann § 131 InsO das Schaffen der Möglichkeit zur wechselseitigen Verrechnung von Forderungen erfassen, da sich ein Gläubiger hierdurch besonders einfach befriedigen kann.
Aus zeitlichen Gründen darf eine Deckung beispielsweise nicht mehr für eine Forderung beansprucht werden, die nicht fällig ist oder die verjährt ist. Daher unterliegt die Leistung auf eine solche Forderung der erleichterten Anfechtung nach § 131 InsO.

#### Unmittelbar nachteilige Rechtshandlung, § 132 InsO
1. wenn es in den letzten drei Monaten vor dem Antrag auf Eröffnung des Insolvenzverfahrens vorgenommen worden ist, wenn zur Zeit des Rechtsgeschäfts der Schuldner zahlungsunfähig war und wenn der andere Teil zu dieser Zeit die Zahlungsunfähigkeit kannte oder
2. wenn es nach dem Eröffnungsantrag vorgenommen worden ist und wenn der andere Teil zur Zeit des Rechtsgeschäfts die Zahlungsunfähigkeit oder den Eröffnungsantrag kannte.
(2) Einem Rechtsgeschäft, das die Insolvenzgläubiger unmittelbar benachteiligt, steht eine andere Rechtshandlung des Schuldners gleich, durch die der Schuldner ein Recht verliert oder nicht mehr geltend machen kann oder durch die ein vermögensrechtlicher Anspruch gegen ihn erhalten oder durchsetzbar wird.
Nach § 132 Absatz 1 InsO können Rechtshandlungen angefochten werden, die innerhalb von drei Monaten vor Antragstellung oder hiernach vorgenommen worden sind und die Gläubiger im Insolvenzverfahren unmittelbar benachteiligen. Dies trifft beispielsweise zu, wenn der Schuldner durch ein Rechtsgeschäft einen Vermögensverlust erleidet, etwa durch Zahlung eines überhöhten Kaufpreises. Ferner muss der begünstigte Gläubiger Kenntnis von der Zahlungsunfähigkeit des Schuldners oder von der Antragstellung gehabt haben.
§ 132 Absatz 2 InsO erlaubt die Anfechtung von rechtserheblichem Unterlassen des Schuldners. Hierzu zählt beispielsweise das Nichterheben einer vorteilhaften Einrede im Gerichtsprozess.

#### Vorsätzliche benachteiligende Rechtshandlung, § 133 InsO
(2) Hat die Rechtshandlung dem anderen Teil eine Sicherung oder Befriedigung gewährt oder ermöglicht, beträgt der Zeitraum nach Absatz 1 Satz 1 vier Jahre.
(3) Hat die Rechtshandlung dem anderen Teil eine Sicherung oder Befriedigung gewährt oder ermöglicht, welche dieser in der Art und zu der Zeit beanspruchen konnte, tritt an die Stelle der drohenden Zahlungsunfähigkeit des Schuldners nach Absatz 1 Satz 2 die eingetretene. Hatte der andere Teil mit dem Schuldner eine Zahlungsvereinbarung getroffen oder diesem in sonstiger Weise eine Zahlungserleichterung gewährt, wird vermutet, dass er zur Zeit der Handlung die Zahlungsunfähigkeit des Schuldners nicht kannte.

##### Absatz 1
§ 133 Absatz 1 Satz 1 InsO erlaubt die Anfechtung von Rechtshandlungen des Schuldners, die bis zu zehn Jahre vor Stellung des Insolvenzantrags oder hiernach vorgenommen wurden und die der Schuldner mit dem Vorsatz vorgenommen hat, seine Gläubiger zu benachteiligen. Dies ist der Fall, wenn der Schuldner es billigend in Kauf nimmt oder sogar beabsichtigt, dass als Folge seiner Handlung seine Gläubiger einen Nachteil erleiden. Da der Gesetzgeber dieses Verhalten besonders missbilligt, erlaubt er die Anfechtung solcher Handlungen für einen besonders langen Zeitraum. Für eine Anfechtung ist weiterhin erforderlich, dass der begünstigte Gläubiger um den Vorsatz des Schuldners weiß.
§ 133 Absatz 1 Satz 2 InsO erleichtert dem Insolvenzverwalter die Beweisführung hinsichtlich der in der Regel schwer zu beweisenden subjektiven Merkmale: Die Kenntnis des begünstigten Gläubigers vom Benachteiligungsvorsatz des Schuldners wird vermutet, wenn dieser wusste, dass die Zahlungsunfähigkeit seines Schuldners drohte und dass die Handlung die übrigen Gläubiger benachteiligte. Die vorherrschende Auffassung in der Rechtswissenschaft wendet diese Kenntnis analog auf die subjektiven Tatbestandsmerkmale des Schuldners an: Denn wenn das Gesetz die Kenntnis des Gläubigers vom Schuldnervorsatz vermutet, könne erst recht dieser Vorsatz vermutet werden.
Ferner misst die Rechtsprechung zahlreichen Verhaltensweisen von Schuldner und Gläubiger Indizwirkung für die von § 133 Absatz 1 InsO geforderten subjektiven Tatbestandsmerkmale bei. Dies trifft etwa auf das Vorliegen einer inkongruenten Deckung im Sinne von § 131 InsO zu. Eine solche Deckung sei ungewöhnlich, weswegen sie dem Gläubiger den Schluss nahelege, dass der Schuldner unter finanziellen Schwierigkeiten leidet. Daher lasse das Vorliegen einer inkongruenten Deckung die Annahme zu, der Schuldner nahm mit Wissen des Begünstigten eine Gläubigerbenachteiligung in Kauf. Lässt sich somit beispielsweise ein Darlehensgeber nachträglich eine Kreditsicherheit für seinen Rückzahlungsanspruch gegen den Schuldner bestellen, ohne dass dies im Darlehensvertrag vereinbart wurde, läuft er Gefahr, dass dies als vorsätzliche Gläubigerbenachteiligung ausgelegt wird. Die Annahme vorsätzlicher Gläubigerbenachteiligung liegt ferner nah, wenn der Gläubiger dem Schuldner nachträglich Stundung gewährt oder der Schuldner erst nach erheblichem Druck seitens des Gläubigers seine Verpflichtungen ratenweise erfüllt. Die Indizwirkung solcher Umstände ist allerdings verringert, wenn die Beteiligten mit einer gewissen Sicherheit davon ausgehen, dass der Schuldner seine finanziellen Verhältnisse stabilisieren kann, da dies gegen eine willentliche Benachteiligung der Gläubigerschaft spricht.
Folgende Anzeichen legen nach der Rechtsprechung ebenfalls die Kenntnis des begünstigten Gläubigers vom Gläubigerbenachteiligungsvorsatz nahe:
- Nichtzahlung des Schuldners ohne sachliche Einwendung gegen die Forderung des Gläubigers („Zahlungseinstellung“)
- Nicht eingelöste Lastschriften
- Mahnungen[46]
- Drohung des Gläubigers mit Anwalt, Inkasso oder Zwangsvollstreckung
- Drohung des Gläubigers mit der Beendigung der Geschäftsbeziehung („Lieferstopp“ und „Hauptgläubiger“)
- Entwicklung der Gesamtverbindlichkeiten
- Verhalten des Schuldners bei Mahnung und Ratenzahlungsvereinbarung
- Veränderung des Zahlungsziels („Umstellen auf Vorkasse“)
- Nicht eingehaltene Zahlungsvereinbarungen (Ratenzahlungsvereinbarung)
- Kommunikation zwischen Gläubiger und Schuldner

Die überstarke Auslegung hinsichtlich unterstellter Kenntnis führte zu geänderten Rechtsauffassungen beim Bundesgerichtshof, so dass durch neuere Rechtsprechung die Rechte von Lieferanten und anderen Gläubigern wiederum gestärkt wurden. Nach dieser Rechtsprechung können verschiedene Konstellationen der Zahlungsstockung oder der Wortwahl in der Kommunikation nicht mehr ohne weitere Nachweise als Kenntnis einer Zahlungsunfähigkeit interpretiert werden. Als Folge der geänderten Rechtsauffassung wird von Insolvenzverwaltern und spezialisierten Dienstleistern vermehrt die Kommunikation zwischen den Beteiligten auf Drohungen und weitere Hinweise untersucht, um eine Kenntnis nachzuweisen. Wie die Beweisanzeichen im Einzelnen zu gewichten sind, wird in der Rechtsprechung unterschiedlich beantwortet. Ein einzelnes Beweisanzeichen kann grundsätzlich bereits genügen, da Richter in ihrer Beweiswürdigung gemäß § 286 ZPO frei sind. Der Bundesgerichtshof verlangt aber zunehmend eine Würdigung sämtlicher für und gegen eine Kenntnis sprechender Beweisanzeichen und hält eine schematische Anwendung der Indizien für falsch.

##### Absätze 2 und 3
Mit den am 5. April 2017 in die InsO einfügten Absätzen 2 und 3 wird für ausgewählte Rechtsgeschäfte die Anfechtungsfrist verkürzt und die Beweislast zugunsten des Anfechtungsgegners verschoben. Diese Privilegierung betrifft Sicherungen oder Befriedigungen von Ansprüchen des Anfechtungsgegners gegen den Insolvenzschuldner, also Deckungshandlungen. Nicht unter die Privilegierung fallen hingegen sonstige Vermögensverschiebungen, die daher weiterhin über zehn Jahre hinweg angefochten werden können.
Nach Absatz 3 indiziert eine kongruente Deckung lediglich dann den Gläubigerbenachteiligungsvorsatz, wenn sie nach Eintritt der Zahlungsunfähigkeit erfolgt. Keine Indizwirkung kann sie demnach entfalten, wenn die Zahlungsunfähigkeit lediglich droht. Hierdurch soll in stärkerem Maße berücksichtigt werden, dass der Schuldner vor Eröffnung des Insolvenzverfahrens frei ist, auszuwählen, welchen Gläubiger er befriedigt. Auch das Vereinbaren einer Zahlungserleichterung, dem die Rechtsprechung bislang unter bestimmten Umständen Indizwirkung zuschrieb, erleichtert die Anfechtung nicht mehr. Vielmehr wird nach § 133 Absatz 3 Satz 2 InsO vermutet, dass der Gläubiger nicht von Zahlungsschwierigkeiten des Schuldners ausging. Dies führt zu einer Umkehr der Beweislast, sodass der Insolvenzverwalter nachweisen muss, dass der begünstigte Gläubiger den Vorsatz des Schuldners, seine übrigen Gläubiger zu benachteiligten, kannte.
Diese Gesetzesänderung beschloss der Gesetzgeber aufgrund der erheblichen Belastung des Wirtschaftsverkehrs, die durch die frühere Fassung des § 133 InsO und deren weite Auslegung durch die Rechtsprechung verursacht wurde. Da bereits verspätete Zahlungen und Mahnungen als Beleg dafür gewertet werden konnten, dass ein Unternehmen von der drohenden Zahlungsunfähigkeit eines Geschäftspartners gewusst habe und in der Folge andere Gläubiger vorsätzlich benachteiligt wurden, sahen sich insbesondere Kleinunternehmer großen Unsicherheiten ausgesetzt, falls Vertragspartner ihre Schulden nicht beglichen. Zur Kritik an der Gesetzesänderung und die Entwicklung der Rechtsprechung siehe oben unter Entstehung und Zweck der Insolvenzanfechtung.
Nach Art. 103j des Einführungsgesetzes zur Insolvenzordnung ist § 133 InsO in seiner geänderten Fassung auf solche Insolvenzverfahren nur teilweise anwendbar, die vor Inkrafttreten der Rechtsänderung eröffnet wurden.

##### Absatz 4
§ 133 Absatz 4 InsO enthält eine Beweiserleichtung zugunsten des anfechtenden Insolvenzverwalters. Diese betrifft entgeltliche Verträge des Schuldners mit einer nahestehenden Person, die die Gläubiger unmittelbar benachteiligen: Sofern ein solcher Vertrag innerhalb von zwei Jahren vor Stellung des Insolvenzantrags geschlossen wurde, werden der Benachteiligungsvorsatz des Schuldners und die Kenntnis des begünstigten Gläubigers vermutet.

#### Unentgeltliche Leistung, § 134 InsO
Nach § 134 Absatz 1 InsO können unentgeltliche Leistungen bis zu vier Jahre vor Stellung des Insolvenzantrags oder hiernach angefochten werden. Dieser Anfechtungsgrund erfasst Handlungen und Unterlassungen des Schuldners, die einen anderen begünstigen, ohne dass der Schuldner hierfür eine Gegenleistung erhält. Die umfassende Anfechtungsmöglichkeit solcher Leistungen beruht zum einen auf der besonders hohen Missbrauchsgefahr, die mit unentgeltlichen Handlungen verbunden ist. Zum anderen erachtet der Gesetzgeber den Erwerber in geringerem Maße als schutzwürdig, da er eine Begünstigung erhält, ohne hierfür eine eigene Leistung zu erbringen.
Nach § 134 Absatz 1 InsO können beispielsweise Spenden an eine Partei sowie die uneigennützige Tilgung fremder Schulden anfechtbar sein. Ebenfalls erfasst der Anfechtungsgrund Zahlungen, die im Rahmen eines Cash-Pooling-Verfahrens auf die Verbindlichkeiten eines anderen erbracht werden.
§ 134 Absatz 2 InsO schließt die Anfechtung nach § 134 Absatz 1 InsO aus, wenn es sich bei der Leistung um ein gebräuchliches Gelegenheitsgeschenk geringen Werts handelt. Hierbei handelt es sich um solche Leistungen, die allgemein anlässlich besonderer Ereignisse erbracht werden, etwa Geburtstagsgeschenke und Spenden. Geringwertig ist ein Geschenk, wenn es für sich genommen einen Preis von 200 € oder in Verbindung mit anderen Geschenken 500 € nicht übersteigt.

#### Gesellschafterdarlehen, § 135 InsO
1. Sicherung gewährt hat, wenn die Handlung in den letzten zehn Jahren vor dem Antrag auf Eröffnung des Insolvenzverfahrens oder nach diesem Antrag vorgenommen worden ist, oder
2. Befriedigung gewährt hat, wenn die Handlung im letzten Jahr vor dem Eröffnungsantrag oder nach diesem Antrag vorgenommen worden ist.
(2) Anfechtbar ist eine Rechtshandlung, mit der eine Gesellschaft einem Dritten für eine Forderung auf Rückgewähr eines Darlehens innerhalb der in Absatz 1 Nr. 2 genannten Fristen Befriedigung gewährt hat, wenn ein Gesellschafter für die Forderung eine Sicherheit bestellt hatte oder als Bürge haftete; dies gilt sinngemäß für Leistungen auf Forderungen, die einem Darlehen wirtschaftlich entsprechen.
(3) Wurde dem Schuldner von einem Gesellschafter ein Gegenstand zum Gebrauch oder zur Ausübung überlassen, so kann der Aussonderungsanspruch während der Dauer des Insolvenzverfahrens, höchstens aber für eine Zeit von einem Jahr ab der Eröffnung des Insolvenzverfahrens nicht geltend gemacht werden, wenn der Gegenstand für die Fortführung des Unternehmens des Schuldners von erheblicher Bedeutung ist. Für den Gebrauch oder die Ausübung des Gegenstandes gebührt dem Gesellschafter ein Ausgleich; bei der Berechnung ist der Durchschnitt der im letzten Jahr vor Verfahrenseröffnung geleisteten Vergütung in Ansatz zu bringen, bei kürzerer Dauer der Überlassung ist der Durchschnitt während dieses Zeitraums maßgebend.

##### Absatz 1
Über § 135 Absatz 1 InsO können Erfüllung und Besicherung von Ansprüchen aus Gesellschafterdarlehen angefochten werden. Hierbei handelt es sich um Zahlungen, die ein Gesellschafter seiner Gesellschaft zukommen lässt. Der Vorteil solcher Darlehen gegenüber Kapitaleinlagen liegt aus Sicht des Gesellschafters darin, dass die Rückzahlung von Darlehen an Gesellschafter im Insolvenzfall weniger strengen Auflagen unterliegt als die Rückgewähr von Einlagen. Außerdem können Gesellschafter ihre Stellung in der Gesellschaft dazu nutzen, eigene Darlehensansprüche durch Kreditsicherheiten zu schützen, um sich gegenüber anderen Gläubigern Vorteile zu verschaffen. Um Gesellschafter davon abzuhalten, sich durch die Vergabe von Darlehen an ihre Gesellschaft Vorteile zu verschaffen, gestattet § 135 Absatz 1 InsO die erleichterte Anfechtung bestimmter Handlungen: Während die Befriedigung eines Anspruchs aus einem Gesellschafterdarlehen bis zu einem Jahr vor Stellung des Insolvenzantrags angefochten werden kann, können Sicherungshandlungen sogar bis zu zehn Jahre vor diesem Ereignis angefochten werden. Die unterschiedlichen Anfechtungsfristen sind darauf zurückzuführen, dass die Besicherung eines Anspruchs in der Regel unauffälliger erfolgen kann als dessen Erfüllung.

##### Absatz 2
§ 135 Absatz 2 InsO erlaubt die Anfechtung der Befriedigung eines Darlehensgebers durch eine insolvente Gesellschaft. Voraussetzung hierfür ist, dass der Darlehensgeber auch vom Gesellschafter Zahlung hätte verlangen können. Dieser soll nach § 44a InsO vorrangig haften. Befriedigt der Gläubiger sich daher dennoch vorrangig durch eine Leistung der Gesellschaft, ist dies anfechtbar.

#### Stille Gesellschaft, § 136 InsO
Nach § 136 Absatz 1 InsO können die Rückerstattung einer Einlage oder der Erlass einer Verlustbeteiligung zugunsten eines stillen Gesellschafters bis zu einem Jahr vor Stellung des Insolvenzantrags angefochten werden. Dieser Anfechtungsgrund ist auf die besondere Stellung eines stillen Gesellschafters zurückzuführen: Nach § 236 des Handelsgesetzbuchs ist dieser berechtigt, seine Einlage als Insolvenzgläubiger zurückzufordern. Allerdings steht der stille Gesellschafter der insolventen Gesellschaft näher als ein außenstehender Insolvenzgläubiger, weswegen der Gesetzgeber die erweiterte Anfechtbarkeit einer Begünstigung des stillen Gesellschafters für angemessen hält.
§ 136 Absatz 2 InsO schließt eine Anfechtung nach Absatz 1 aus, wenn der Insolvenzgrund erst nach der Vereinbarung der Begünstigung eingetreten ist.

### Ausschluss der Anfechtung (Bargeschäftsprivileg), § 142 InsO
§ 142 InsO schließt die Anfechtbarkeit von Rechtshandlungen aus, bei denen es zu einem gleichwertigen Leistungsaustausch zwischen Schuldner und Gläubiger kommt, der in zeitlicher Hinsicht unmittelbar vollzogen wird. Mit dieser Norm bezweckte der Gesetzgeber den Schutz bestimmter Rechtsgeschäfte vor der Insolvenzanfechtung, da eine Gefährdung von Gläubigerinteressen nicht droht, wenn eine aus dem Schuldnervermögen erbrachte Leistung durch eine Gegenleistung vollständig kompensiert wird.
Innerhalb welcher Zeitspanne die Leistungen erbracht werden müssen, um als unmittelbar zu gelten, richtet sich maßgeblich nach den Geschäftsgepflogenheiten der jeweiligen Branche. Erforderlich ist, dass die beiderseits erbrachten Leistungen in einem engen sachlichen und zeitlichen Zusammenhang stehen. In der Regel wird ein solcher Zusammenhang nur bei einem Zeitraum von wenigen Wochen angenommen. Für den Fall, dass es sich bei einer Leistung um ein Arbeitsentgelt handelt, konkretisiert § 142 Absatz 2 Satz 2 InsO den Begriff der Unmittelbarkeit in Anknüpfung an den Zeitraum, in dem Insolvenzgeld ausbezahlt wird, auf drei Monate.
Bis zum 5. April 2017 konnte die als Bargeschäftsprivileg bezeichnete Regelung des § 142 InsO einer Anfechtung nach § 133 InsO nicht entgegenstehen, da die Norm in ihrer alten Fassung den Tatbestand der Vorsatzanfechtung aus ihrem Anwendungsbereich explizit ausklammerte. Dennoch wandte der Bundesgerichtshof die Grundsätze des Bargeschäfts auch im Rahmen der Anfechtung nach § 133 InsO an, wenn eine bargeschäftsähnliche Lage gegeben war; allerdings nur mit Einschränkungen. Seit der Gesetzesänderung kann auch eine nach § 133 Absatz 1–3 InsO erfolgte Anfechtung nach § 142 InsO ausgeschlossen sein, solange sich der Schuldner nicht unlauter verhielt oder der Anfechtungsgegner um dessen unlauteres Verhalten nicht wusste. Unlauter verhält sich der Schuldner beispielsweise, wenn er sein Geld verschleudert oder seine Gläubiger zielgerichtet benachteiligt.

## Rechtsfolgen der Insolvenzanfechtung

### Rückgewährsanspruch, § 143 InsO
(2) Der Empfänger einer unentgeltlichen Leistung hat diese nur zurückzugewähren, soweit er durch sie bereichert ist. Dies gilt nicht, sobald er weiß oder den Umständen nach wissen muß, daß die unentgeltliche Leistung die Gläubiger benachteiligt.
Durch die Insolvenzanfechtung entsteht nach § 143 Absatz 1 Satz 1 InsO ein schuldrechtlicher Rückgewähranspruch: Der Anfechtungsgegner ist verpflichtet, die empfangene Leistung an die Insolvenzmasse zurückzugewähren. Diesen Anspruch kann der Insolvenzverwalter einziehen. Er kann also vom Anfechtungsgegner dessen Erfüllung verlangen oder den Anspruch einklagen. Der Anspruch entsteht bereits mit Eintritt seiner Voraussetzungen, also mit Eröffnung des Insolvenzverfahrens. Daher bedarf er keiner Geltendmachung durch den Insolvenzverwalter, um Fälligkeit zu erlangen.
Nach der bis zum 5. April 2017 geltenden Rechtslage befand sich der Anfechtungsgegner ab dem Zeitpunkt der Verfahrenseröffnung in Verzug mit der Erfüllung des Anspruchs aus § 143 Absatz 1 Satz 1 InsO, da dieser mit der Vornahme der anfechtbaren Handlung als rechtshängig galt. Daher schuldete der Anfechtungsgegner neben der Rückgewähr der Anfechtungssumme Verzugszinsen. Durch die Einführung des § 143 Absatz 1 Satz 3 InsO tritt diese Verzinsungspflicht erst ein, wenn die Voraussetzungen des § 286 BGB vorliegen. Dies erfordert grundsätzlich, dass die Herausgabe des durch die angefochtene Handlung betroffenen Vermögensgegenstands angemahnt wird.
§ 145 InsO räumt dem Insolvenzverwalter die Möglichkeit ein, gegenüber dem Rechtsnachfolger eines begünstigten Schuldners anzufechten, etwa einem Erben. In Betracht kommt dies, wenn der Rechtsnachfolger um die Umstände wusste, die die Anfechtbarkeit der Rechtshandlung begründeten. Eine Anfechtung kann ebenfalls erfolgen, wenn der Erwerber eine der in § 138 InsO genannten nahestehenden Personen ist und wenn er die Begünstigung unentgeltlich erlangt hat.

### Ansprüche des Anfechtungsgegners, § 144 InsO
§ 144 InsO gewährt dem Anfechtungsgegner zwei Ansprüche, durch die er so gestellt werden soll, als wäre die angefochtene Handlung nicht vorgenommen worden:
Nach § 144 Absatz 1 InsO lebt die Forderung des Anfechtungsgegners, die durch die angefochtene Handlung erfüllt worden ist, rückwirkend wieder auf, nachdem dieser die angefochtene Leistung zur Masse zurückgewährt hat. Von Bedeutung ist dieser Anspruch insbesondere bei der Deckungsanfechtung, da hierbei oftmals nicht das der Deckung zugrundeliegende Geschäft, sondern lediglich die Handlung, die deren Erfüllung dient, anfechtbar ist. Daher kann ein Anspruch, dessen Erfüllung durch die Anfechtung rückwirkend aufgehoben wurde, im Insolvenzverfahren geltend gemacht werden.
Nach § 144 Absatz 2 Satz 1 InsO kann der Anfechtungsgegner vom Insolvenzverwalter ferner verlangen, dass er die Gegenleistung, die er für die angefochtene Leistung erbracht hat, zurück erhält. Dieser Anspruch besteht, wenn ein Verpflichtungsgeschäft angefochten wurde. Da in diesem Fall kein Grund dafür besteht, dass der Insolvenzverwalter im Besitz von bereits erbrachten Leistungen des Anfechtungsgegners bleibt, kann dieser die Leistungen zurückfordern. Voraussetzung hierfür ist, dass die Gegenleistung noch unterscheidbar in der Masse vorhanden ist. Hieran fehlt es beispielsweise, wenn der geleistete Gegenstand vermischt oder verarbeitet wurde. In einem solchen Fall kann die Leistung lediglich herausgefordert werden, wenn sie die Masse bereichert. Dieser Anspruch besitzt die Qualität einer Masseverbindlichkeit, muss also gegenüber anderen Insolvenzgläubigern bevorzugt befriedigt werden.

## Prozessuales
Die Geltendmachung der Anfechtung erfolgt durch den Insolvenzverwalter. Im Fall eines Insolvenzverfahrens in Eigenverwaltung ist gemäß § 280 InsO der Sachwalter mit der Insolvenzanfechtung beauftragt, da bei dieser Verfahrensart kein Insolvenzverwalter bestellt wird. Im Insolvenzplanverfahren können die beteiligten Gläubiger im Plan vereinbaren, wie die Insolvenzanfechtung durchgeführt wird. Im Verbraucherinsolvenzverfahren konnte bis zum 1. Juli 2014 jeder Gläubiger gemäß § 313 Absatz 2 Satz 1 InsO Ansprüche aus Anfechtung geltend machen. Da die Gläubiger hiervon selten Gebrauch machten, hob der Gesetzgeber diese Regelung auf. Seitdem erfolgt die Anfechtung allein durch den Insolvenzverwalter.
Für Gerichtsprozesse, die Anfechtungen zum Gegenstand haben, sind grundsätzlich ordentliche Gerichte zuständig. Eine Ausnahme gilt bei Anfechtungen gegenüber Arbeitnehmern des Schuldners: hier liegt die Zuständigkeit bei Arbeitsgerichten, da es sich um zivilrechtliche Auseinandersetzungen zwischen Arbeitnehmer und Arbeitgeber aus einem Arbeitsverhältnis im Sinne von § 2 ArbGG handelt.

## Anfechtung nach dem Anfechtungsgesetz
Auch außerhalb des Insolvenzverfahrens können einzelne Gläubiger bestimmte Rechtshandlungen des Schuldners anfechten. Struktur und Zweck solcher Anfechtungen ähneln denen der Insolvenzanfechtung: Es sollen Rechtshandlungen eines Schuldners rückgängig gemacht werden, die dessen Gläubiger benachteiligen. Diese Anfechtung ist im Anfechtungsgesetz (AnfG) geregelt. Sie bietet sich beispielsweise an, wenn abzusehen ist, dass sich ein Insolvenzverfahren für den Gläubiger nicht auszahlen würde, etwa weil der Schuldner über ein zu geringes Vermögen verfügt, um ein Verfahren durchzuführen.

## Rechtslage in anderen Staaten
Im österreichischen Insolvenzrecht ist die Anfechtung in den §§ 27–43 der Insolvenzordnung (IO) geregelt. Im Mittelpunkt dieser Normen stehen wie im deutschen Recht mehrere Anfechtungsgründe, die die Rückgängigmachung bestimmter Rechtshandlungen des Schuldners vorsehen. Diese weisen große Parallelen zu den deutschen Regelungen auf: So erlauben die §§ 30, 31 IO beispielsweise unter bestimmten Umständen die Anfechtung von Deckungshandlungen. § 28 IO gestattet die Anfechtung von Rechtshandlungen, die bis zu zehn Jahre vor Eröffnung des Insolvenzverfahrens vorgenommen worden sind und durch die der Schuldner mit Billigung des Begünstigten seine Gläubiger benachteiligen will. Ferner gestattet die Norm die Anfechtung von Vermögensverschleuderungen des Schuldners, sofern es innerhalb eines Jahres vor Verfahrenseröffnung zu einer solchen gekommen ist und der Gläubiger dies erkennen musste.
Das Schweizer Schuldbetreibungs- und Konkursrecht erlaubt wie das deutsche Insolvenzrecht die Anfechtung von unentgeltlichen Verfügungen des Schuldners sowie die Anfechtung von Rechtshandlungen, die der Schuldner mit erkennbarer Benachteiligungsabsicht vorgenommen hat. Daneben erlaubt es die Anfechtung von Handlungen, die zu einer Zeit vorgenommen wurden, zu der der Schuldner überschuldet war.
Das Insolvenzrecht der USA normiert ebenfalls mehrere Fälle, bei deren Vorliegen Rechtshandlungen des Schuldners rückgängig gemacht werden können. Allerdings nimmt die Rechtsordnung bestimmte Transaktionen hiervon aus, etwa wenn sie zu einer Kreditgewährung an den Schuldner führen oder im regulären Geschäftsverlauf erfolgen.
Das finnische Insolvenzrecht enthält eine Generalklausel, welche die Anfechtung solcher Rechtshandlungen erlaubt, die einen Gläubiger in unangemessener Weise bevorzugt oder die für die Herbeiführung der Zahlungsunfähigkeit des Schuldners zumindest mitursächlich ist. Daneben hält es Sonderregelungen für bestimmte Rechtshandlungen des Schuldners bereit.